# Maria Pia De Vito

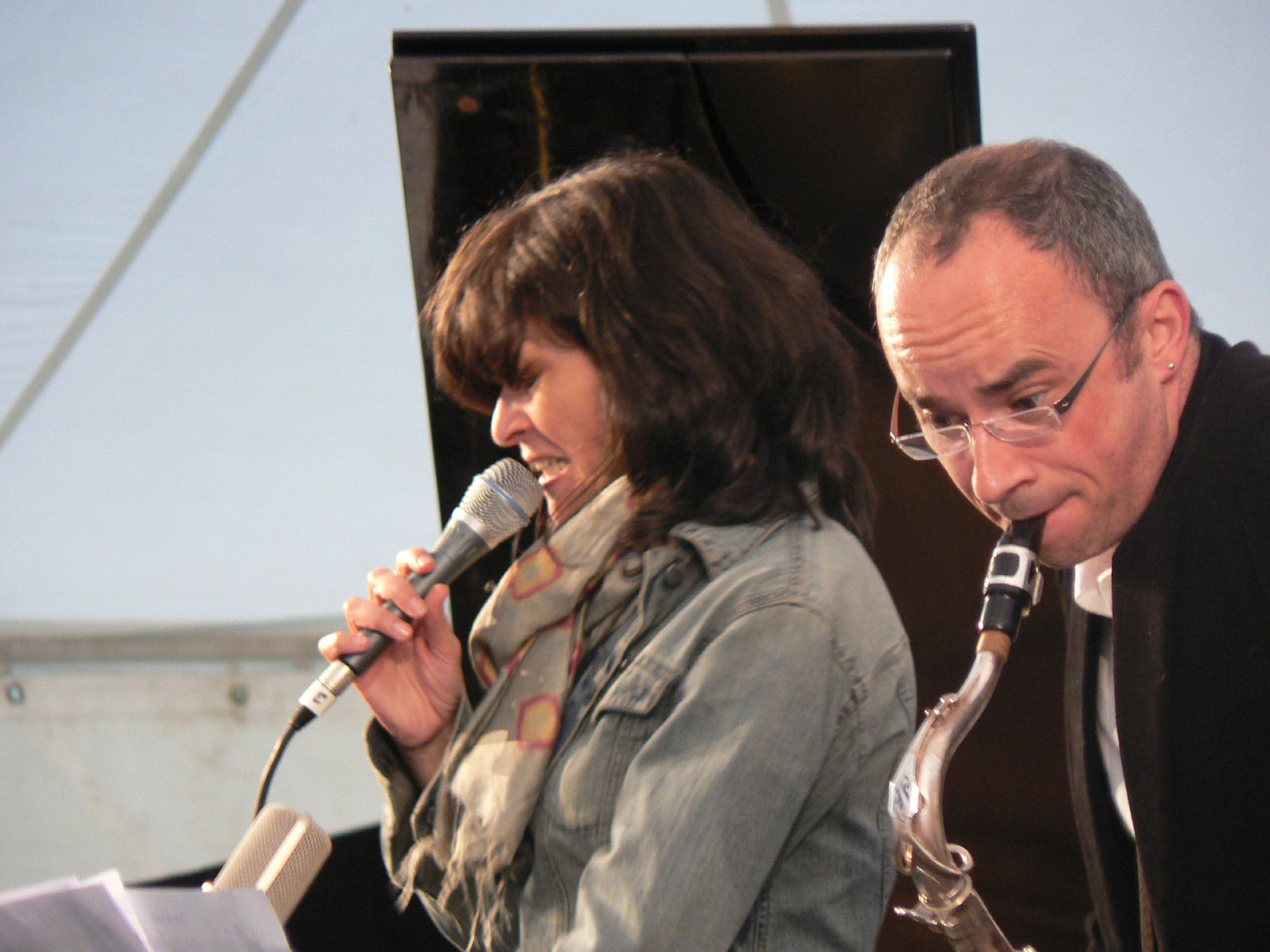
Maria Pia De Vito mit Julian Argüelles (2007)

Maria Pia De Vito (* 17. August 1960 in Neapel) ist eine italienische Jazzmusikerin (Gesang, Komposition, Arrangement).

## Leben und Wirken
Pia De Vito begann nach Unterricht in Opern- und modernem Gesang 1976 als Sängerin und Gitarristin (später auch als Pianistin) in Gruppen, die sich der Musik des Mittelmeerraums und des Balkan widmeten. Seit 1980 setzt sie sich als Sängerin mit Jazz auseinander. Sie hat dabei mit Musikern wie John Taylor, Ralph Towner, Kenny Wheeler, Enrico Rava, Paolo Fresu, Gianluigi Trovesi, Henning Sieverts, Joe Zawinul, Michael Brecker, Miroslav Vitouš, Dave Liebman, Joshua Redman, Cameron Brown, Billy Hart, Gary Bartz, Steve Turré, und dem Art Ensemble of Chicago zusammengearbeitet. Zwischen 1994 und 1997 hat sie mit der Pianistin Rita Marcotulli im Projekt Nauplia das Verschmelzen von neapolitanischen Liedern und anderen mediterranen Melodien mit Jazz erkundet. In den letzten Jahren hat sie häufig mit dem britischen Komponisten Colin Towns zusammengearbeitet und auch mit dessen Mask Orchestra aufgenommen; in Giorgio Gaslinis Häßlichem Entchen hat sie eine Hauptrolle gehabt. Tumulti ist ein Duo-Projekt mit dem Perkussionisten Patrice Héral. Mit ihren Songs from the Underground setzt sie sich mit Liedern von Leonard Cohen, Jimi Hendrix, Elvis Costello, Joni Mitchell oder Sting auseinander.
De Vito ist auf zahlreichen Festivals in Süd- und Mitteleuropa sowie auf den britischen Inseln aufgetreten, hat aber auch im Birdland oder im Performing Theatre von New York City konzertiert. Außerdem arbeitet sie mit der Bildhauerin und Videokünstlerin Marisa Albanese zusammen.

## Auswahldiskographie
- Maria Pia De Vito, Rita Marcotulli: Nauplia (Egea Records 1995)
- Fore Paese (Polosud Records, 1996)
- Maria Pia De Vito, Arto Tunçboyaciyan, Rita Marcotulli: Triboh (Polosud Records, 1998)
- Phoné (Egea Records, 1998)
- Colin Towns' Mask Symphonic Featuring Norma Winstone & Maria Pia De Vito: Dreaming Man With Blue Suede Shoes (Provocateur Records 1999)
- Maria Pia De Vito, John Taylor, Ralph Towner: Verso (Provocateur Records 2000)
- Nel Respiro (Provocateur Records, 2002; mit Steve Swallow und Patrice Héral)
- Maria Pia De Vito, Patrice Heral, Ernst Reijseger, Paul Urbanek: Tumulti (Il Manifesto, 2002)
- Maria Pia De Vito, Danilo Rea, Enzo Pietropaoli: So Right (CAM Jazz, 2005)
- Maria Pia De Vito, Huw Warren: Dialektos (Parco della Musica Records, 2008; mit Gabriele Mirabassi)
- Maria Pia De Vito, Huw Warren: O Pata Pata (Parco della Musica Records 2011, mit Ralph Towner)
- Maria Pia De Vito, François Couturier, Anja Lechner, Michele Rabbia: Il Pergolese (ECM Records, 2013)
- Dreamers Live (Musica Jazz, 2021)
- This Woman’s Work (Parco della Musica Records 2023, mit Mirco Rubegni, Giacomo Ancillotto, Matteo Bortone, Evita Polidoro)